# 无伴奏大提琴组曲 (巴赫)

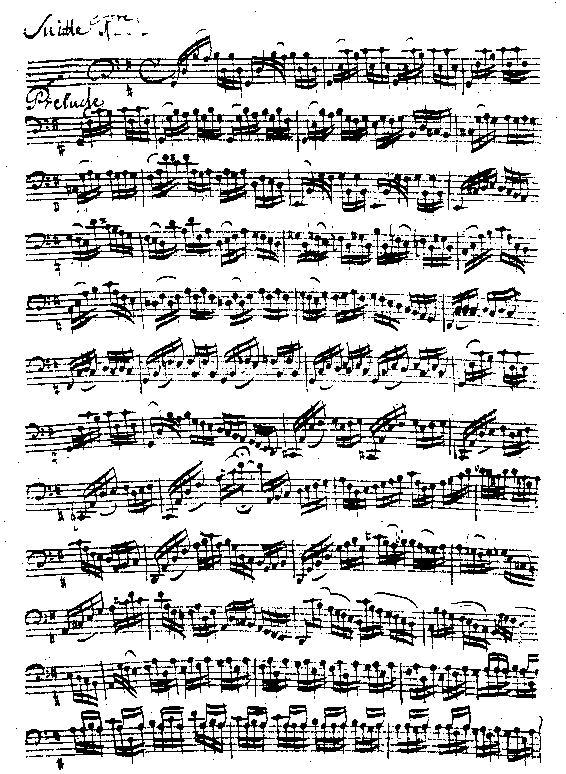
G大調第1號組曲，第一樂章手稿

约翰·塞巴斯蒂安·巴赫的无伴奏大提琴组曲，目錄第1007-1012號，是無伴奏小提琴奏鳴曲與組曲的姐妹作，大约创作于1717年至1723年巴赫时任克滕宫廷乐长期间。這套作品原本是被記於同一譜本的第二部分，由巴哈的第二任妻子安娜所抄寫，約于1720年（无伴奏小提琴奏鸣曲与组曲手稿上的完成年份）前后完成。

## 背景
六首組曲中，后三首因创作和演奏技巧明显较为困难，故推測其诞生时间可能更晚些。但不同于小提琴的狀況，巴赫并没有留下他大提琴组曲的原始手稿。尽管目前有各种净版（urtext），但都是根据安娜和其他同时代人留下的抄写手稿为基础进行的审核与编订。
很长一段时间以來，无伴奏大提琴组曲完全不受重视。除了偶尔以练习曲的身份出现外，根本无缘在音乐厅里演奏。19世纪甚至有很多著名作曲家尝试为它们加上钢琴伴奏。

### 復興
加泰羅尼亞大提琴家帕乌·卡萨尔斯是历史上对于这些组曲的推广有着里程碑式的贡献和影响的人，他于13岁时无意间在旧书摊发现这份旧乐谱，钻研十余年后，于20世纪三〇年代录制了第一套全部组曲录音。时到今日，这盘录音仍旧被专业音乐家和业余爱好者奉为楷模。

## 分析
六首组曲各有六個樂章，共三十六首快慢不同的舞曲，乃是按照当时流行的法国风格所组成。
不同于其他乐器的组曲和奏鸣曲，巴赫在这里构建了一种更加循序渐进和连贯统一的风格，每首组曲在结构上都按照严格的曲式谱成。而在音乐发展的过程中，每个乐章之间的内在联系更是交响曲的先声。首先前奏曲、阿列曼德和库朗特往往构成一个不规则但内容统一和连贯的快-慢-快结构。其后是慢速的萨拉班德，该乐章的音乐性格和内容都在组曲中明显的与其他乐章不同，而这种特点更是未来交响乐或奏鸣曲柔板（adagio）乐章的预示。在曲式和音乐情感的发展上，小步舞曲（第1、第2號）或其他三拍子快速舞曲（布雷舞曲：第3、第4號。嘉禾舞曲：第5、第6號）則將前面的慢速乐章与终曲快速乐章吉格（Gigue）连接了起來。

### 第1号
G大調第1号组曲，目錄第1007號
1. 前奏曲（Prelude）
2. 阿勒芒德（Allemande）
3. 库朗特（Courante）
4. 萨拉班德（Sarabande）
5. 華麗曲（Galanteries）：小步舞曲（Minuet）
6. 吉格（Gigue）

### 第2号
D小調第2号组曲，目錄第1008號
1. 前奏曲
2. 阿勒芒德
3. 库朗特
4. 萨拉班德
5. 華麗曲：小步舞曲
6. 吉格

### 第3号
C大調第3号组曲，目錄第1009號
1. 前奏曲
2. 阿勒芒德
3. 库朗特
4. 萨拉班德
5. 華麗曲：布列（Bourée）
6. 吉格

### 第4号
E♭大調第4号组曲，目錄第1010號
1. 前奏曲
2. 阿勒芒德
3. 库朗特
4. 萨拉班德
5. 華麗曲：布列
6. 吉格

### 第5号
C小調第5号组曲，目錄第1011號
1. 前奏曲
2. 阿勒芒德
3. 库朗特
4. 萨拉班德
5. 華麗曲（Galanteries）：加沃特（Gavotte）
6. 吉格

### 第6号
D大調第6号组曲，目錄第1012號
1. 前奏曲
2. 阿勒芒德
3. 库朗特
4. 萨拉班德
5. 華麗曲：加沃特
6. 吉格

## 樂譜
作為音樂歷史上最重要的大提琴作品之一，許多名家都為這套無伴奏組曲編寫了自己的演奏建議（弓法、指法等）：
- 保羅·巴澤萊爾（英语：Paul Bazelaire），Eschig

## 錄音節選
- 帕乌·卡萨尔斯的第一版錄音
- 讓-吉恩·奎拉斯（英语：Jean-Guihen Queyras），Harmonia mundi，2007年

## 衍生作品
- 承前，罗伯特·舒曼曾為這套大提琴組曲創作了鋼琴伴奏部分，完成於1853年，但大部分內容已經散俟。

## 外部連結
- Anna Magdalena's manuscript （页面存档备份，存于）
- Manuscript Sources （页面存档备份，存于）
- Cello Suites：国际乐谱典藏计划上的乐谱
- Johann Sebastian Bach at Grove Music Online （页面存档备份，存于）
- The Cello Suites of Bach: History – Analysis – Detailed Interpretation – Program Notes – Audio – Video （页面存档备份，存于） – Comprehensive analysis and notes on interpretation by cellist Georg Mertens
- Audio, commentary, analysis, and history （页面存档备份，存于） from Stanford University
- History, Baroque Cello, Editions, Recordings, Interpretation （页面存档备份，存于） jsbachcellosuites.com
- Cello Suite No. 1 （页面存档备份，存于）, Cello Suite No. 2 （页面存档备份，存于）, Cello Suite No. 3 （页面存档备份，存于）, Cello Suite No. 4 （页面存档备份，存于）, Cello Suite No. 5 （页面存档备份，存于） and Cello Suite No. 6 （页面存档备份，存于）: performances by the Netherlands Bach Society (video and background information)
- MIDI Sequences （页面存档备份，存于）
- Musical scores and MIDI files （页面存档备份，存于） at the Mutopia Project